# Gersemia hicksoni
Gersemia hicksoni is een zachte koralensoort uit de familie van de Nephtheidae. De wetenschappelijke naam van de soort is voor het eerst geldig gepubliceerd in 1913 door Gravier.